# Liponeura cinerascens
Liponeura cinerascens is een muggensoort uit de familie van de Blephariceridae. De wetenschappelijke naam van de soort is voor het eerst geldig gepubliceerd in 1844 door Loew.